# Карагайлы (приток Худолаза)
Карагайлы — река в России, протекает по Башкортостану. С башкирского языка название реки переводится как «Сосновая». Устье реки находится в 27 км по правому берегу реки Худолаз. Длина реки составляет 28 км, площадь водосборного бассейна — 144 км².
Русло реки Карагайлы в Сибае расчистят и расширят.

## Данные водного реестра
По данным государственного водного реестра России относится к Уральскому бассейновому округу, водохозяйственный участок реки — Урал от Магнитогорского гидроузла до Ириклинского гидроузла. Речной бассейн реки — Урал (российская часть бассейна).